# Leingarten

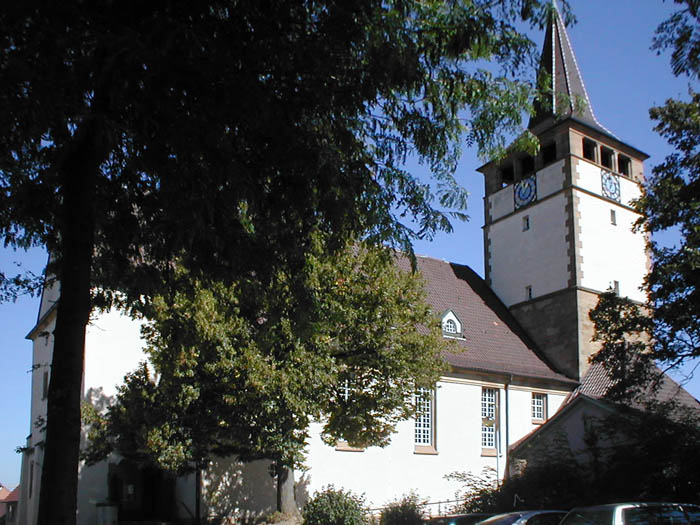
Kościół w dzielnicy Großartach

Leingarten – miasto w Niemczech, w kraju związkowym Badenia-Wirtembergia, w rejencji Stuttgart, w regionie Heilbronn-Franken, w powiecie Heilbronn. Do 31 grudnia 2019 samodzielna gmina. Leży nad rzeką Lein, ok. 7 km na zachód od Heilbronn, przy drodze krajowej B293.